# Macrovelia hornii
Macrovelia hornii är en insektsart som beskrevs av Philip Reese Uhler 1872. Macrovelia hornii ingår i släktet Macrovelia och familjen Macroveliidae. Inga underarter finns listade i Catalogue of Life.